# Pewel Mała (przystanek kolejowy)
Pewel Mała – przystanek kolejowy w Pewli Małej, w województwie śląskim, w powiecie żywieckim. 

## Ruch pasażerski
| Rok  | Wymiana pasażerska na dobę |
| ---- | -------------------------- |
| 2017 | 0-9                        |
| 2022 | 0-9                        |